# Arteria coroidea anterior
La arteria coroidea anterior es una arteria que se origina como rama colateral de la arteria carótida interna en su porción cerebral. También puede nacer, aunque raramente, de la arteria cerebral media.

## Trayecto
Se origina en la arteria carótida interna segmento C7 (comunicante) a pocos milímetros sobre el nacimiento de la arteria comunicante posterior, y su trayecto es muy variable. Sigue un curso posterior, recorriendo la cisterna supraselar o suprasellar (cisterna quiasmática), y se introduce en el ventrículo lateral. Irriga el tracto óptico, pedúnculo cerebral, uncus, hipocampo, cuerpos geniculados laterales y brazo posterior de la cápsula interna. Su recorrido termina al llegar al plexo coroideo del ventrículo lateral.

## Patología
La tríada clínica con la que cursa la obstrucción o la ruptura de este vaso es: hemiparesia, hemihipoestesia (disminución de la sensibilidad en la mitad del cuerpo) y hemianopsia homónima contralaterales (del lado contrario). Sin embargo, este conjunto es poco frecuente e inespecífico. El patrón clínico más frecuente corresponde a síndromes lacunares. La disartria es un síntoma frecuente.

## Ramas
Presenta multitud de ramas pequeñas, no importantes desde el punto de vista anatómico.

## Árbol arterial en la Terminología Anatómica
La Terminología Anatómica indica las siguientes ramas:
A12.2.07.002 Ramas coroideas del ventrículo lateral de la arteria coroidea anterior (rami choroidei ventriculi lateralis arteriae choroideae anterioris)
A12.2.07.003 Ramas coroideas del tercer ventrículo de la arteria coroidea anterior (rami choroidei ventriculi tertii arteriae choroideae anterioris)
A12.2.07.004 Ramas de la sustancia perforada anterior de la arteria coroidea anterior (rami substantiae perforatae anterioris arteriae choroideae anterioris)
A12.2.07.005 Ramas quiasmáticas de la arteria coroidea anterior (rami chiasmatici arteriae choroideae anterioris)
A12.2.07.006 Ramas del tracto óptico de la arteria coroidea anterior (rami tractus optici arteriae choroideae anterioris)
A12.2.07.007 Ramas del cuerpo geniculado lateral de la arteria coroidea anterior (rami corporis geniculati lateralis arteriae choroideae anterioris)
A12.2.07.008 Ramas de la rodilla de la cápsula interna de la arteria coroidea anterior (rami genus capsulae internae arteriae choroideae anterioris)
A12.2.07.009 Ramas del brazo posterior de la cápsula interna de la arteria coroidea anterior (rami cruris posterioris capsulae internae arteriae choroideae anterioris)
A12.2.07.010 Ramas de la porción retrolenticular de la cápsula interna de la arteria coroidea anterior (rami partis retrolentiformis capsulae internae arteriae choroideae anterioris)
A12.2.07.011 Ramas del globo pálido de la arteria coroidea anterior (rami globi pallidi arteriae choroideae anterioris)
A12.2.07.012 Ramas de la cola del núcleo caudado de la arteria coroidea anterior (rami caudae nuclei caudati arteriae choroideae anterioris)
A12.2.07.013 Ramas del hipocampo de la arteria coroidea anterior (rami hippocampi arteriae choroideae anterioris)
A12.2.07.014 Ramas del uncus de la arteria coroidea anterior (rami uncales arteriae choroideae anterioris)
A12.2.07.015 Ramas del cuerpo amigdalino de la arteria coroidea anterior (rami corporis amygdaloidei arteriae choroideae anterioris)
A12.2.07.016 Ramas del túber cinereum de la arteria coroidea anterior (rami tuberis cinerei arteriae choroideae anterior)
A12.2.07.017 Ramas de los núcleos del hipotálamo de la arteria coroidea anterior (rami nucleorum hypothalami arteriae choroideae anterioris)
A12.2.07.018 Ramas de los núcleos del tálamo de la arteria coroidea anterior (rami nucleorum thalami arteriae choroideae anterioris)
A12.2.07.019 Ramas de la sustancia negra de la arteria coroidea anterior (rami substantiae nigrae arteriae choroideae anterioris)
A12.2.07.020 Ramas del núcleo rojo de la arteria coroidea anterior (rami nuclei rubri arteriae choroideae anterioris)
A12.2.07.021 Ramas de la base del pedúnculo de la arteria coroidea anterior (rami cruris cerebri arteriae choroideae anterioris)

## Distribución
Se distribuye hacia la parte interna del cerebro, incluyendo el plexo coroideo del ventrículo lateral y las áreas adyacentes.

### Estructuras irrigadas
La arteria coroidea anterior irriga estructuras en el telencéfalo, diencéfalo y mesencéfalo:
- plexo coroideo del ventrículo lateral y del tercer ventrículo; sustancia perforada anterior; quiasma óptico y tracto óptico; cuerpo geniculado lateral; cápsula interna; globo pálido; cola del núcleo caudado; hipocampo; uncus; cuerpo amigdalino; túber cinereum; hipotálamo; tálamo; sustancia negra; núcleo rojo; base del pedúnculo cerebral.